# Protapanteles plancina
Protapanteles plancina är en stekelart som först beskrevs av Nixon 1965.  Protapanteles plancina ingår i släktet Protapanteles och familjen bracksteklar. Inga underarter finns listade i Catalogue of Life.